# Budynek Banku Handlowego w Łodzi

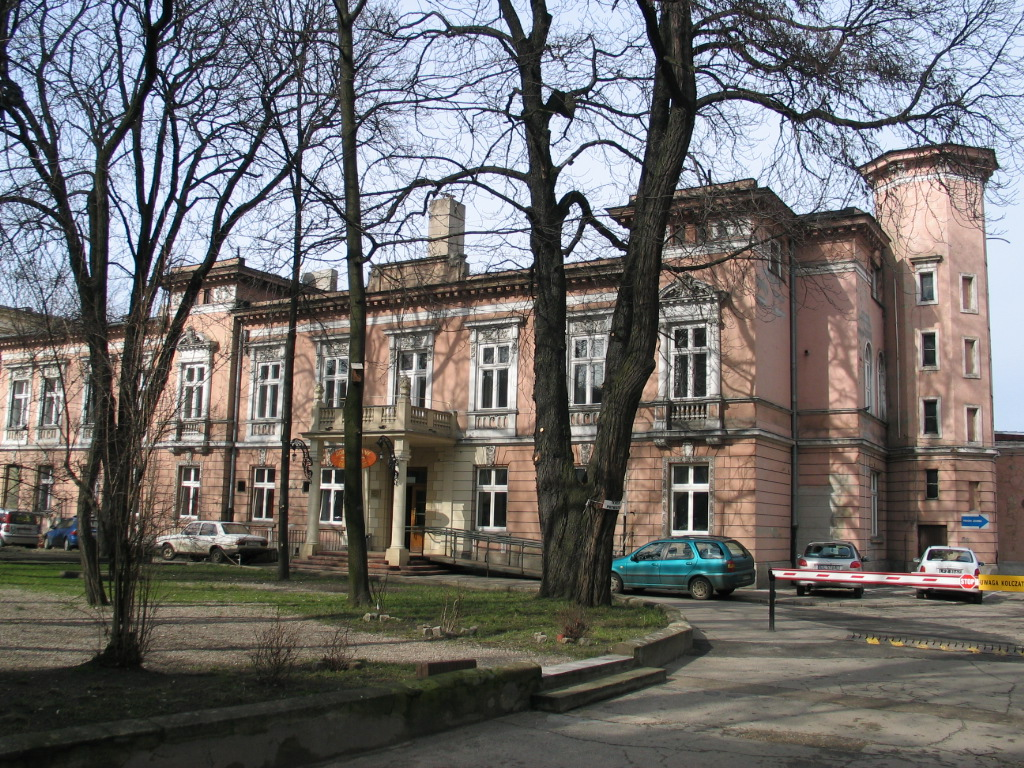
Dom K. Gebhardta – pierwsza siedziba Banku (widok współczesny)

Budynek Banku Handlowego w Łodzi – budynek nieistniejącego łódzkiego banku z siedzibą przy ulicy Pomorskiej 18 (pierwotnie Średniej 16), później przy al. Kościuszki 15.

## Historia
Bank powstał w 1872 roku z inicjatywy Karola Scheiblera. Na potrzeby instytucji, zakupiono dom Karola Gebhardta przy ul. Średniej 16. Przed I wojną światową bank przeniesiono do nowego budynku przy al. Kościuszki 15.
Bank działał do 1936 roku.

## Budynek przy al. Kościuszki 15
Budynek powstał według projektu niemieckiej firmy Bieleneberg und Moser. Architektura budynku nawiązuje do klasycyzującego modernizmu z elementami neobarokowymi. W ofercie sprzedaży nieruchomości wskazano, że:

Obiekt wyposażony jest w dwa rzędy dużych prostokątnych okien. Szczególnie okazały jest czterokolumnowy portyk, w którym znajduje się główne wejście do budynku. We wnętrzu obiektu oraz na elewacji budynku można dostrzec elementy dekoracyjne w postaci zwierząt o określonej symbolice
tj.: chomiki będące alegorią gromadzenia i zaradności, sowy – symbol mądrości, lew i orzeł – symbole potęgi i bogactwa, postać oracza symbolizującego pracowitość.

Budynek został przejęty przez Pocztową Kasę Oszczędnościową, która funkcjonowała do 1950 r. Następnie budynek stał się siedzibą Powszechnej Kasy Oszczędnościowej Banku Państwowego (obecnie: Powszechna Kasa Oszczędności Bank Polski), która działała do połowy grudnia 2020 r.
Obecnie (2022 r.) budynek wystawiony jest na sprzedaż.
Budynek wpisany jest do rejestru zabytków pod numerem A/91 z 20.01.1971 r.